# Hugo Garnier

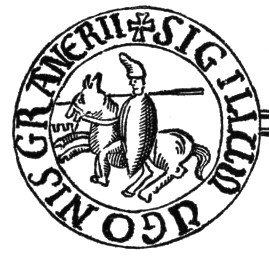
Siegel Hugos: „Sigilium Ugonis Granerii“

Hugo Garnier (auch Hugo Grenier, * um 1130; † nach 1167) war Herr von Caesarea im Kreuzfahrer-Königreich Jerusalem.
Seine Eltern waren Walter I. Garnier und Juliane. Er folgte 1154 seinem Vater als Herr von Caesarea.

## Leben
1167 nahm Hugo unter König Amalrich I. von Jerusalem an dessen Expedition nach Ägypten teil. Nachdem die Kreuzfahrer bis an den Nil vorgestoßen waren, schloss der fatimidische Wesir Schawar einen Vertrag mit den Kreuzfahrern mit dem Ziel, das syrische Interventionsheer unter Schirkuh zu vernichten. Hugo wurde zusammen mit einem Tempelritter namens Gottfried als Unterhändler zum fatimidischen Kalifen nach Kairo geschickt, damit dieser das Abkommen förmlich bestätige. Er erhielt Audienz im Palast zu Kairo, dessen Pracht die Delegation beeindruckte. Der Kalif schwor unter Eid, dass er den Vertrag einhalten werde. Hugo verlangte daraufhin, dass den Pakt nach westlicher Sitte zu besiegeln, indem er des Kalifen unbekleidete Hand schüttele. Diese Vorstellung war für die islamischen Höflinge ungeheuerlich und ihr Entsetzen wurde noch gesteigert, als Hugo sich mit der ohnehin schon widerwillig dargebotenen behandschuhten Rechten nicht zufriedengeben wollte und die bare Hand erzwang.
Am Morgen des 18. März 1167 kam es zwischen Amalrichs Kreuzfahrerheer und den Syrern unter Schirkuh zur Schlacht, die die Syrer gewannen. Amalrich konnte unter hohen Verlusten fliehen, während Hugo und andere in Gefangenschaft gerieten.
Als Schirkuh später vor Alexandria aufmarschierte, wollte er zunächst Hugo als Boten ins Lager Amalrichs entsenden, sandte aber, da Hugo sich weigerte einen anderen Gefangenen.
Hugo starb vermutlich später in syrischer Gefangenschaft. Schirkuh und sein Neffe Saladin ergriffen bis 1171 die Macht in Ägypten.
Sein Sohn und Erbe, Guido Garnier, folgte ihm in Caesarea.

## Ehe und Nachkommen
Hugo heiratete Isabella Gothman, Tochter von Johann Gothman. Mit ihr hatte er drei Kinder:
- Guido Garnier († vor 1182), Herr von Caesarea als Erbe Hugos;
- Walter II. Garnier († um 1190), Herr von Caesarea als Erbe Guidos;
- Juliane Garnier († 1213/1216), Herrin von Caesarea als Erbin Walters,  ⚭ (1) Guido Brisebarre († vor 1193), Sohn des Herrn von Beirut, ⚭ (2) Adhemar von Leiron († 1218), Marschall von Zypern.

Nach Hugos Tod heiratete Isabella 1175 in zweiter Ehe Balduin von Ibelin, Herr von Ramla und Mirabel.